# Flexisingel

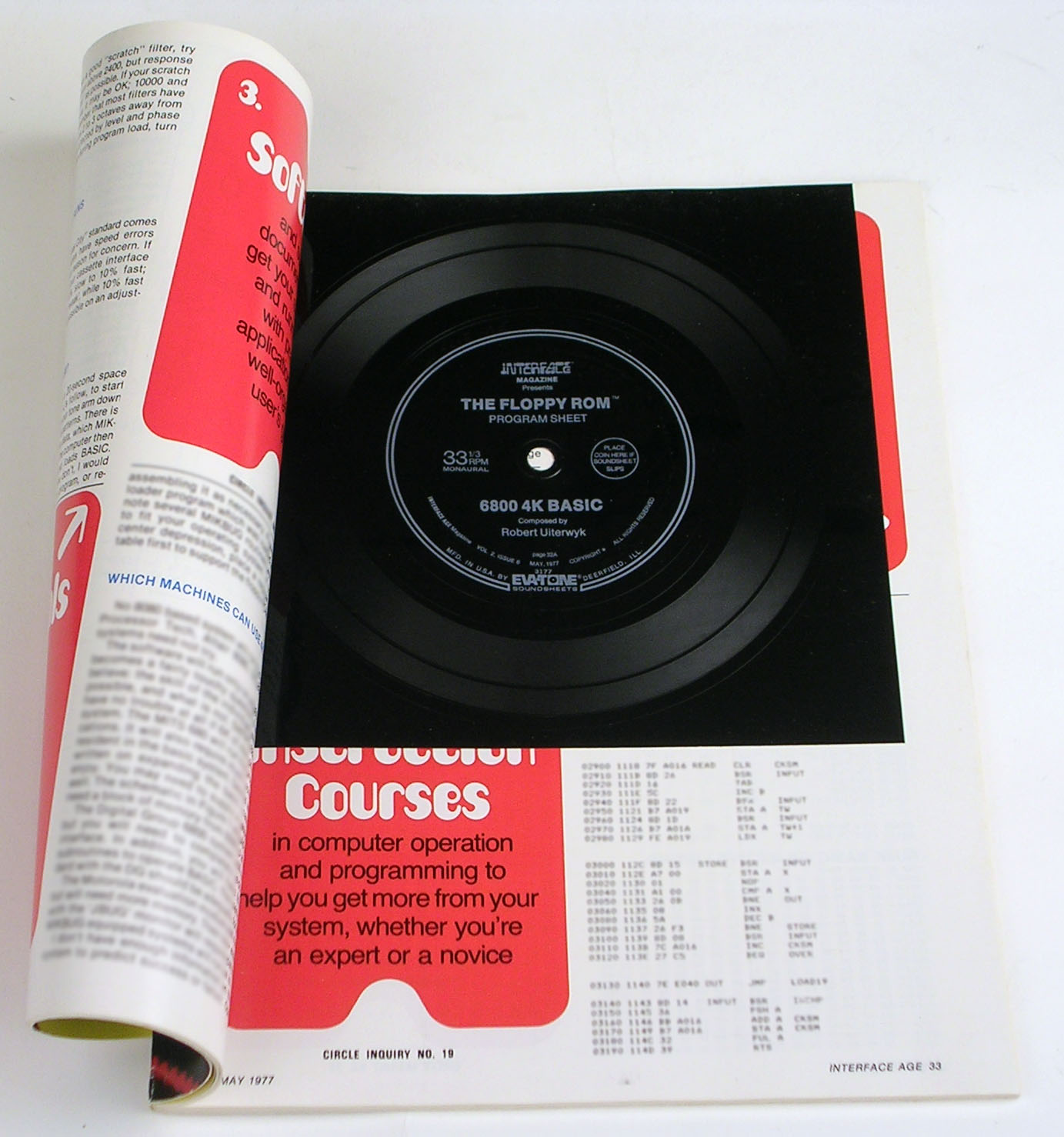
Exempel på flexisingel.

Flexisingel är ett slags grammofonskiva tillverkad i plast och som är tunnare än en vanlig skiva, vanligtvis inte tjockare än ett pappersark. Den lanserades 1962 av företaget Eva-Tone Soundsheets.
Flexiskivornas primära användningsområde var som gratisskivor vilka medföljde olika tidningar, där de lätt kunde häftas fast på omslaget. Flexisinglar användes även till att göra reklam för LP-album (Det Bästa) och olika produkter. De mest eftertraktade flexiskivorna är de som The Beatles skickade ut via sin fanclub varje jul åren 1963–1969.
Flexiskivor bryts visserligen inte sönder så lätt men är i övrigt inte lika hållbara som vanliga vinylskivor på grund av sin tjocklek.

## Historia
Flexiskivor med tal eller musik blev vanliga på 1960-talet som medföljande olika tidningar. I USA lanserades en tid även flexisingeln som kommersiellt format med tidens populära hitlåtar. Dessa var skivor i storleken fyra tum som paketerades i bildomslag eller neutrala kartongomslag och såldes till lågt pris. The Beatles skickade ut flexisinglar via sin fanclub varje jul åren 1963–1969. Under 1960-talet skickade tidningen Bildjournalen ibland med flexiskivor med svenska popgrupper.[källa behövs]
Under punkmusik-eran gavs flexisinglar ibland ut som medföljande fanzines. Det förekom att band som The Human League och Suicide gav ut skivor som paketerades med en flexisingel som bonus. I Storbritannien lanserades under det tidiga 1980-talet tidningen Flexipop! som i varje nummer hade en medföljande flexisingel med tidens populära popartister. Flexisinglar medföljde ibland även musiktidningar som NME, Kerrang! och Smash Hits, samt fanzines. På 1980-talet gav de svenska tidningarna Frida och Okej ut flexisinglar med musik samt specialinspelat tal särskilt för dessa tidningars läsare.[källa behövs]
Med lanseringen av CD-skivan och senare digitala format blev flexiskivor emellertid allt mer överflödiga och upphörde i stort sett att tillverkas.